# Coulibaly Chomana
Coulibaly Chomana (* 1. März 1994) ist ein ivorischer Fußballspieler.

## Karriere
Coulibaly Chomana spielt seit Anfang 2020 beim thailändischen Verein Kasetsart FC. Wo er vorher gespielt hat, ist unbekannt. Der Verein aus der Hauptstadt Bangkok spielt in der zweiten Liga des Landes, der Thai League 2. Sein erstes Tor für Kasetsart schoss er am zweiten Spieltag beim 5:0-Sieg gegen den Samut Sakhon FC. Nach vier Zweitligaspielen für Kasetsart wechselte er am 1. Juli 2020 zum Ligakonkurrenten Lampang FC nach Lampang. Für Lampang stand er achtmal in der zweiten Liga auf dem Spielfeld. Anfang 2021 wechselte er zum Drittligisten North Bangkok University FC. Sein Debüt in der dritten Liga gab er am 3. Januar 2021 im Spiel gegen den Muangnont Bankunmae FC. Hier stand er in der Startelf und schoss zwei Tore. Mit dem Verein wurde er am Ende der Saison Meister der Bangkok Metropolitan Region. In den Aufstiegsspielen zur zweiten Liga konnte man sich nicht durchsetzen. Im August 2021 wechselte er zum Drittligisten Nonthaburi United S.Boonmeerit FC. Mit dem Hauptstadtverein spielte er in North/Eastern Region der dritten Liga. Ende 2021 wechselte er zum ebenfalls in der dritten Liga spielenden Ubon Kruanapat FC nach Ubon Ratchathani. Hier stand er bis Saisonende unter Vertrag. Im Sommer 2022 schloss er sich seinem ehemaligen Verein, dem in Bangkok Metropolitan Region spielenden Drittligisten North Bangkok University FC, an. Hier bestritt er 23 Ligaspiele. Im Sommer 2023 wechselte er in die zweite Liga, wo er sich dem Customs United FC anschloss. Nach 14 Zweitligaspielen wurde sein Vertrag nach der Hinrunde 2023/24 wieder aufgelöst. Nach kurzer Vereinslosigkeit unterschrieb er im Sommer 2024 einen Vertrag beim Drittligisten Phuket Andaman FC. Mit dem Verein spielte er elfmal in der Southern Region der Liga. Nach der Hinrunde wurde sein Vertrag im Dezember 2024 nicht verlängert.